# Aloe monticola
Aloe monticola är en grästrädsväxtart som beskrevs av Gilbert Westacott Reynolds. Aloe monticola ingår i släktet Aloe och familjen grästrädsväxter.
Artens utbredningsområde är Etiopien. Inga underarter finns listade i Catalogue of Life.